# Aria Wallace
Aria Wallace (Atlanta, 3 november 1996) is een Amerikaans actrice.
Kort nadat ze naar Californië verhuisd was, kreeg Aria een rol in The Bernie Mac Show. De jaren daarop was ze te zien in series als Carnivàle, Charmed, That 70's Show, Judging Amy en What Should You Do?. In 2005 maakte Aria haar filmdebuut met de film The Perfect Man. Ze had ook een gastrol in de serie iCarly.

## Filmografie

### Volledige rol
- Roxy Hunter and the Myth of the Mermaid (2008)
- Roxy Hunter and the Horrific Halloween (2008)
- Roxy Hunter and the Secret of the Shaman (2008)
- Roxy Hunter and the Mystery of the Moody Ghost (2007)
- Christmas in Paradise (2007) (TV) .... Nell
- The Perfect Man (2005) .... Zoe Hamilton
- The Bernie Mac Show" (2002-2005)

### Gastrol
- iCarly
- CSI: NY
- Desperate Housewives (2005)
- The Tonight Show with Jay Leno(2004)
- Strong Medicine (2004)
- Judging Amy (2004)
- What Should You Do? (2004)
- That '70s Show (2003)
- Carnivàle (2003)
- Charmed (2003)